# Логвінова Марія
Марія Логвінова (25 вересня 1992, Барановичі) — білоруська велосипедистка.
Почала займатися велосипедним спортом у Юрія Кирилова в барановицькій СДЮШОР єдиноборств та велосипедного спорту. Випускниця Брестського обласного державного училища олімпійського резерву 2010 року, студентка Білоруського державного університету фізичної культури і спорту.
На етапі Кубка світу-2011/12 в Пекіні зайняла 8-е місце в гіті. 4-е місце на чемпіонаті Європи 2012 в командній гонці переслідування. Триразова чемпіонка Білорусі.
Учасниця Олімпійських ігор 2012 року у командній гонці переслідування (запасна).